# Near (programador)

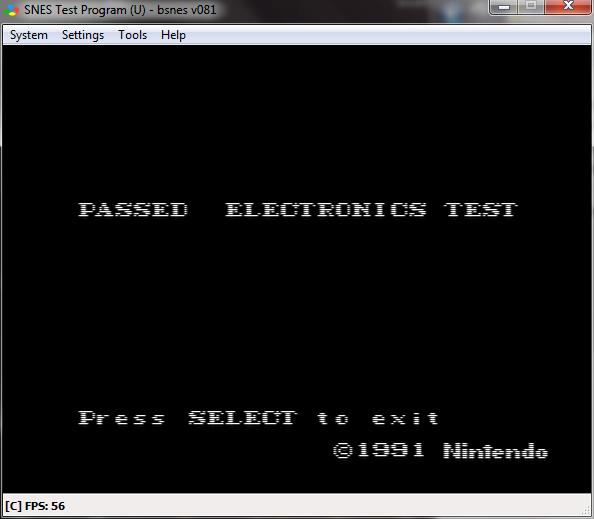
El emulador bsnes creado for Near permite jugar la biblioteca entera de ~3500 juegos de Super Nintendo en computadores Windows.

David Kirk Ginder(?); más conocido por sus dos seudónimos, Byuu y Near; fue un programador e innovador de emulación de hardware en software. Fue pionero en la replicación casi-exacta del comportamiento de hardware de videojuegos, algo jamás obtenido hasta su trabajo. Near llevó a la comunidad de emulación a un nivel de sofisticación y profesionalismo que la transformó desde el 2004 con la creación de los emuladores higan y bsnes, el primero con compatibilidad 100% con la biblioteca de más de 3500 juegos del Super Nintendo.

## Biografía

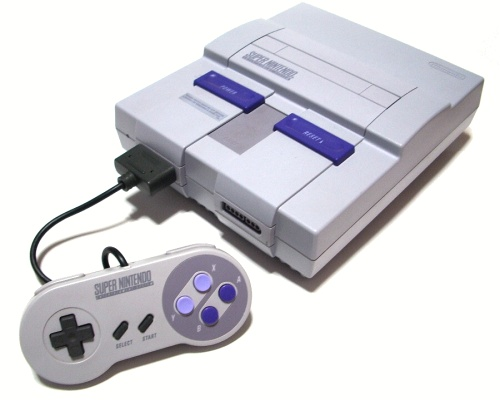
La consola de videojuegos Super Nintendo, cuyo hardware fue analizado en detalle via ingeniería inversa por Near para crear sus emuladores.

Near inicio en la escena de la emulación como programador amateur, traduciendo imágenes ROM de videojuegos japoneses a los 14 años. Un año después lanza una herramienta para mostrar texto de tamaño variable en juegos. Casi de inmediato lanzó un ensamblador de parches llamado xas, que simplificaba el proceso de traducción de ROM. 
El desarrollo del emulador higan, originalmente llamado bsnes, empezó luego de que Near encontrara bugs durante la traducción del juego de Super-Famicom Der Langrisser que, aunque no occurían en emuladores de Super Nintendo del 2004, si ocurrían en el hardware original. Con este evento, Near comenzó su trayectoria basada en el principio de emulación precisa y su misión de preservación de videojuegos para generaciones futuras. 
El proyecto higan iniciado por Near ha contribuido significativamente al campo de la emulación de Super Nintendo, con innovaciones completamente originales en emulación de hardware y en ingeniería inversa. Esto incluyó la organización de fondos, hardware, y conocimiento para entender los chips de mejora del Super Nintendo.

## Bullying
Near es no-binario y furry. En 2019, Near se retiró de la comunidad de emuladores luego de que una serie de intrusiones a privacidad y abusos que impactaran en su salud mental. 
A pesar de esto, en febrero de 2021 Near lanzó una nueva traducción del juego de Super-Famicom Bahamut Lagoon, un proyecto que había intentado ejecutar desde 1998.

## Muerte
El 27 de junio de 2021, Near publica una nota suicida en Twitter, documentando el nivel de ciberacoso que soportó por parte de miembros del sitio Kiwi Farms. Su muerte fue confirmada por el notable hacker de seguridad Héctor Martín Cantero a la policía de Japón. El 23 de julio de 2021, su muerte volvió a ser presuntamente confirmada en USA Today, gracias a Wayne Beckett, además de confirmar su nombre real.

## Repercusiones
Kiwi Farms, un foro principalmente dedicado a discutir y reírse de gente "excéntrica" (A los que se denominan Lolcows), fue sacado temporalmente de servicio por un ataque DDoS luego de la presunta muerte de Near.